# СД Стрела (Добрич)
| ← | 1920 – 1924 | → |

Спортно дружество „Стрела“ (рум.: Società Sportivà Sàgeata) вторият български футболен клуб, учреден в гр. Добрич (тогава в Кралство Румъния) в началото на 1921 г., който след различни преобразувания и сливания с други отбори се реформира в днешния ПФК Добруджа. Счита се за приемник на ФД Развитие.

## История на дружеството
След като в края на 1919 г. ФД Развитие в гр. Добрич е закрито под натиска на румънските власти, неговите бивши членове и други футболни ентусиасти започват опити отново да регистрират официално своя футболен клуб под ново име. Първите опити за това започват още в началото на 1920 г., когато група младежи се събират с тази цел в градския парк „Св. Георги“ на учредително събрание. Румънските органи на реда обаче успяват да им противодействат като ги арестуват, извеждайки ги под конвой в гарнизонния затвор. Оттам футболните ентусиасти са отведени в сградата на Обществена безопасност и подложени на няколкодневни разпити. Въпреки това още същата година дружеството е учредено и започва да играе първите си неофициални срещи. Игрището на отбора се намира в местността Гаази баба до града. Според устава на Стрела в дружеството е можело да членуват само българи. От печатите му личи, че гербът на организацията е футболна тупка, върху която е нарисувана стрела. Около тях на румънски език е изписано в кръг името на клуба и града му.
През април 1922 г. отборът на СД Стрела играе първият официален мач в историята на гр. Добрич срещу гостуващия румънски отбор на Екипа Негра (Силистра) и печели с 2:0. В последтвие отборът побеждава „Виктория“ (Кюстенджа) и Макаби (Букурещ) с по 2:1. Тези мачове, макар и срещу елитни румънски отбори, не се включват в първенствата на Румъния, защото Добруджа все още не е включена административно във футболната организация на страната.
На 22 април 1922 г. Стрела играе своя първи международен мач срещу отбора на Варненската търговска гимназия „Мизия“, който тогава е първенец на Варна и печели с 2:0. На 9 юни същата година в нова среща с варненския отбор „ФК Диана“, Стрела губи с 1:2. Следват два мача срещу отбори от Шумен, в които сборния отбор на „Стрела“ и „Калиакра“ побеждава Левски (Шумен) с 2:1 (според местната преса от периода резултатът от мача е 1:1) и губи с 1:3 от Преслава. Тимът се оказва изключително успешен и през 1924 г. от 13 изиграна мача печели 10.
През 1924 г. Стрела отново си урежда мач с финалиста за купата на Румъния Макаби (Букурещ) в Добрич и печели с 3:1. Добрите отзиви на румънския отбор от мача с добричлии предизвиква интерес и на 14 септември се играе реванш в столицата Букурещ, който Стрела печели с 2:3 като завършва с 9 души на терена вследствие на контузии и напуска терена под аплодиспемнтите на публиката за добрата игра.
Тези успехи подтикват дружеството да разпростре дейността си и над други дисцилини. На 22 юни 1924 към него се създава колоездачна секция, а 15 дни по-късно в него се влива колоездачното дружество на Добрич.
Победите над румънски отбори на СД Стрела и добрите му връзки с други български футболни отбори от Варна и Шумен (в границите на Царство България) предизвикват непрестанни провокации и репресии от страна на полицейските органи на Кралство Румъния. Пагубен се оказва скандалът с полицейския отбор на румънските колонисти Калиакра (Каварна), който води до спречкване между агитките. То се превръща в повод окръжният съд в гр. Базарджик да закрие принудително дружеството на 25 октомври 1924 г. Част от обвиненията са, че „Стрела“ извършва национална българска пропаганда. Въпреки това членовете на СД Стрела не се отказват от инициативите си и организират два нови футболни клуба: Вихър и Глория, а част от тях преминават във вече съществуващото Спортно работническо дружество Котва.